# Obizzo da Carrara
Obizzo da Carrara (Padova, ... – post 1439) è stato un condottiero italiano, signore di Ascoli Piceno.

## Biografia
Obizzo, figlio naturale di Conte da Carrara della famiglia padovana dei Da Carrara, e suo fratello, Ardizzone, nel 1405 fuggirono da Padova e trovarono rifugio prima a Firenze e poi nel Regno di Napoli, dove il padre Conte era al servizio di re Ladislao d'Angiò-Durazzo; entrambi furono fatti prigionieri da Braccio da Montone durante la battaglia di Marsciano (1411) e nuovamente nella battaglia di Roccasecca (1411), mentre erano al servizio di Ladislao contro Luigi II d'Angiò.
Dal 1413 Ardizzone e Obizzo affiancarono nel governo della contea di Ascoli Piceno il padre Conte, che morì nel 1421: Obizzo ebbe il dominio della città. Papa Martino V nel 1423 gli rinnovò per tre anni il vicariato, ordinandogli di prestare aiuto alla regina Giovanna II d'Angiò-Durazzo, nella difesa dell'Aquila dall'assedio di Braccio da Montone. Ma prima che scadessero i tre anni del secondo vicariato, Martino V inviò il condottiero Giacomo Caldora per riportare Ascoli sotto il dominio diretto dello Stato Pontificio e per scacciarne Obizzo, che aveva preso contatti con il fratello Ardizzone e con il duca di Milano Filippo Maria Visconti con l'intento di prendere le armi contro il papa. Il Caldora riuscì a prendere Ascoli (1426) e Obizzo prima si rifugiò in un castello vicino, dove sperava di ricevere aiuti da parte del fratello, poi fuggì a Milano dove trovò asilo.
Nel 1437 Obizzo tentò nuovamente di riconquistare Ascoli, allora nelle mani di Francesco Sforza, insieme con Francesco Piccinino e Giosia Acquaviva, senza riuscirci. Nel 1439 si mise al servizio del duca di Milano. Dopo questi avvenimenti mancano ulteriori notizie su di lui.